# Sân bay quốc tế Antwerp
Sân bay quốc tế Antwerp (Deurne) (IATA: ANR, ICAO: EBAW) là một sân bay tại Bỉ, sân bay này nằm cách thành phố Antwerp 2 km. Đây là một nơi bảo dưỡng của hãng VLM Airlines. Năm 2005, sân bay này phục vụ 105.937 lượt khách. Năm 2006, số lượt khách là 147.849.
Sân bay này có hai đường băng, một rải nhựa đường và một không rải nhựa.

## Các hãng hàng không và các tuyến điểm

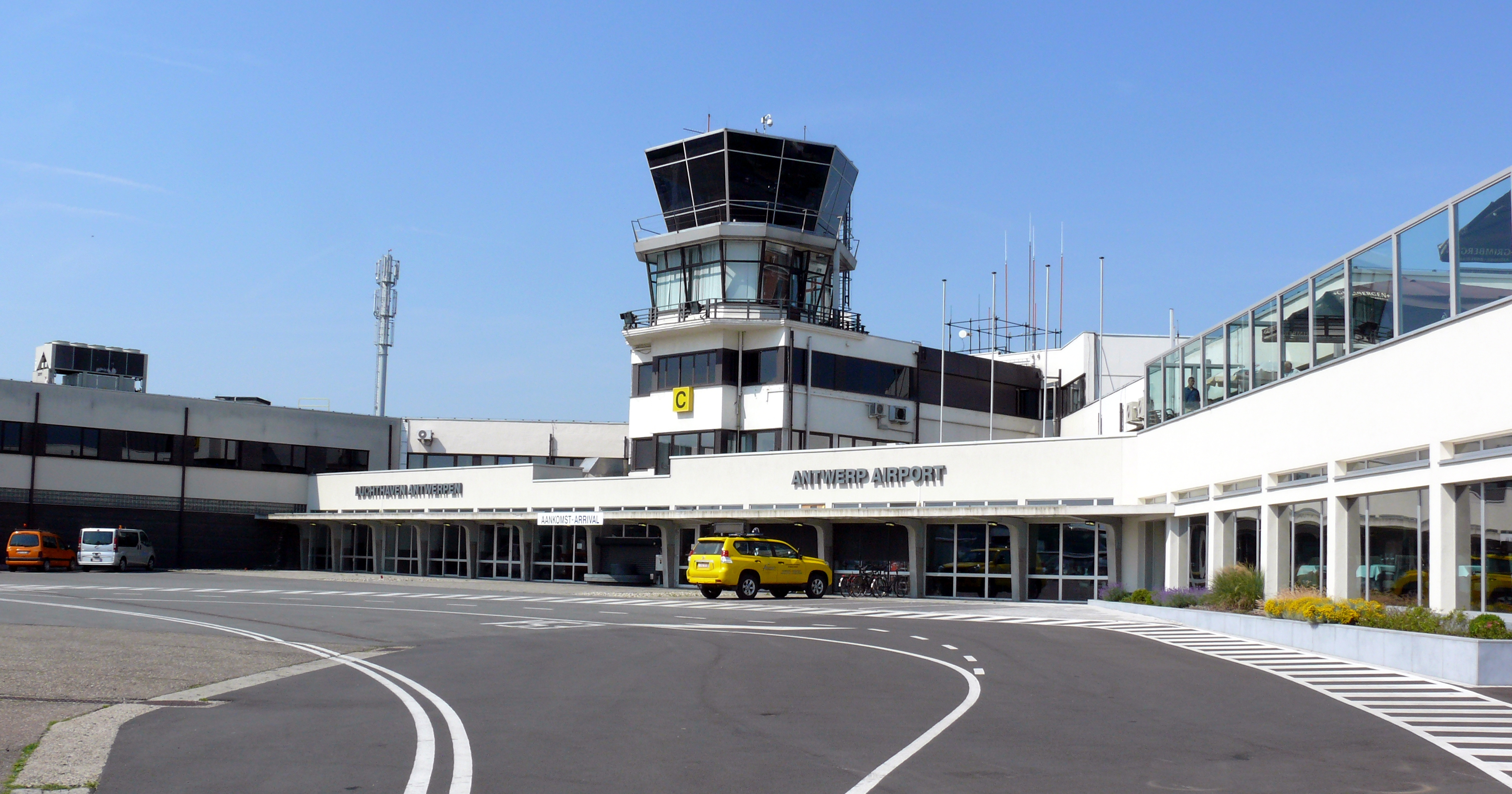
Arrival terminal

- VLM Airlines (Belfast-International, Luân Đôn, Manchester)
- Welcome Air (Rotterdam) chỉ thứ Bảy
- Abelag
- Flying Group